# 街スベリ
『街スベリ』（まちスベリ）は、ソニー・コンピュータエンタテインメントから2010年10月21日に発売されたPlayStation 3用のアクションゲームソフト。ビジネスチェアなどを用いて街を疾走し、追手や物を攻撃していくアクションゲーム。操作にはPlayStation Moveモーションコントローラを使用する。

## あらすじ
香浜市で探偵業を営むトビオは、助手のカリンが持ち込んだ仕事が原因で街中の悪者たちから命を狙われた。彼は道端でビジネスチェアを見つけ、それを用いて逃亡を再開した。

## 登場人物
トビオ
声 - 石丸博也
「萬天探偵社」を経営している私立探偵。
カリン
声 - 那須めぐみ
トビオの秘書。髪を2つの団子状にして結んでいる。胡散臭い仕事を持ち込むことが多い。

## モード
シングルプレイモード
モーションコントローラを一つ使用する一人用のモード。
マルチプレイモード
モーションコントローラを二つ使用して2Pは1Pのサポートをするモード。
フリーミッション
ステージ中に隠されたメダルを集めて新たなイスをアンロックしていくモード。

## イス
- トビオ用
  - ビジネスチェア - 最初に使える椅子。
  - 荷台 - 手すりの折れた荷台。
  - 木馬 - こども用の木馬だが、デザインされているのはピンクの鹿である。旋回性能と初期速度は最高だが、それ以外の数値は低い。
- カリン用
  - 丸イス - 性能はビジネスチェアと同じ。
  - 掃除機 - 吸い込む力が弱まったピンク色の掃除機。性能は荷台と同じ。
  - 幼児歩行機 - 性能は木馬と同じ。

## その他
電撃PlayStationVol.482にてアイドルユニットゆいかおりがプレイする様子が掲載されている。